# 斯洛文尼格拉代茨
斯洛文尼格拉代茨是斯洛文尼亞北部斯洛文尼格拉代茨城市市镇内的城市及其行政中心。面積5.60平方公里，2020年人口7,249人。